# Beni Ahsen
De Beni Ahsen (Arabisch: بني أحسن) is een Arabische stam van de Maqil.

## Beschrijving
De Beni Ahsen waren bedoeïenenstammen die zich in de 12e eeuw in Marokko vestigden. Rond de 16e eeuw verbleven ze in steden als Missour, Almis en Guigou. In de 17e eeuw verplaatsten ze zich verder naar het noordwesten van Marokko in de regio van Sefrou om zich in de Mamorabossen en op de Gharbvlakte te vestigen. In de 18e eeuw werden ze meer naar het westen toe gedrongen door de Zemmourstam, die vanuit het zuiden naar het noorden oprukte. Ze bevinden zich in de regio van Rabat en aan de Atlantische kust.